# Chicks on Speed
Chicks on Speed ist ein in München gegründetes multinationales Kollektiv für Musik, Performance, Design und visuelle Kunst, das fünf Studioalben sowie zahlreiche EPs veröffentlicht hat. Sie haben auch Ausstellungen veranstaltet.

## Musik
Chicks on Speed (CoS) begannen als Performance-Projekt an der Münchner Akademie der Künste und wandten sich bald dem Pop zu.
Logan und Murray-Leslie veranstalteten während ihrer Studentenzeit in der Münchner Seppi Bar Klubnächte und organisierten illegale Partys. Während dieser Zeit lernten sie DJ Upstart (Peter Wacha) vom Disko B Musiklabel kennen, der ihnen zum Einstieg in die Musikbranche verhalf. Enttäuscht von der insularen, kommerziell geprägten Kunstwelt der Akademie wandten sie sich der Popmusik zu, um so mit ihren anarchistisch-antimainstream-geprägten Texten und Veröffentlichungen ein größeres Publikum zu erreichen.

### Veröffentlichungen
Ihre erste Veröffentlichung war die Kassette Analog Internet (1997), gefolgt von der Single Warm Leatherette, eine Coverversion eines Lieds von Daniel Miller (1998). 1997 und 1998 veröffentlichten CoS vier weitere Singles (Smash Metal, Euro Trash Girl (eine Coverversion von einem Lied der Band Cracker), Mind Your Own Business (ein Delta 5-Lied aus dem Jahr 1979) und Glamour Girl). Die ersten beiden CoS-Alben erschienen im März 2000. The Un-Releases ist kein offizielles Album: stattdessen ist es eine Collage von Liedern in diversen Formen. Das offizielle Chicks on Speed-Debüt, Chicks on Speed Will Save Us All erschien am Ende des Monats und enthielt alle fünf bis dato erschienenen Singles sowie Kaltes Klares Wasser, eine Coverversion eines Liedes der deutschen Punkband Malaria!. Kaltes Klares Wasser erreichte Platz 16 der deutschen Popcharts. Im Oktober 2000 folgte das Album The Re-releases of the Unreleases.
Weitere EPs folgten, darunter chix 52, eine Sammlung von Coverversionen der B-52s und Fashion Rules (geschrieben als Begleitung für eine Chanel-Modeshow, mit einem von Karl Lagerfeld fotografierten Plattencover).
Das Album 99 cents folgte mit insgesamt drei Singles: We Don’t Play Guitars, eine Kollaboration mit der Sängerin Peaches, eine Coverversion von Tom Tom Club Wordy Rappinghood, mit zahlreichen Gastkünstlern, darunter Le Tigre.
Das dritte Album, Press the Space Bar, wurde 2004 veröffentlicht. Das Album war eine Kollaboration mit der spanischen Band The No-Heads. Von diesem Album stammen keine Singles, es enthielt jedoch eine neue Version von Culture Vulture, das ursprünglich von der vorhergehenden Platte 99 cents stammte.
Die Single Art Rules (eine Kollaboration mit dem schottischen Künstler Douglas Gordon und Anat Ben-David) erschien im November 2006. Die Single befasst sich auf kritische Weise mit dem Kunstmarkt und dessen Kommerzialisierung. Dieser wird als eine von Männern dominierte Sphäre beschrieben, in welcher jegliche Kunst erfolgreich sein kann, wenn die Vermarktung stimmt. Der Refrain lautet:

„Brush it up, rip it down, expensive glorified wallpaper, Brush it up, rip it down, art’s the rule, cash the tool! are you a nobody, well die and get famous, your own retrospective at just 33!.“

Die Kritik des Systems wurde, als Teil der subversiven Chicks on Speed-Strategie, systemimmanent ausgeführt. So fanden Art Rules Performances unter der Schirmherrschaft der Thyssen Bornemisza Art Contemporary Kunststiftung (tba 21) statt, und die Gründerin, Sammlerin Francesca von Habsburg, ist ein bekennender Fan der Band. Art Rules Performances fanden in weiteren Kunstinstituten weltweit statt, so z. B. im Centre Pompidou in Paris im Februar 2007, Lune in Shanghai, und dem MoMA in New York.
Im Jahr 2014 erschien das vierte Album der Chicks on Speed namens artstravaganza.
Chicks on Speeds Texte waren oftmals eine Persiflage von gängigen Chartstilen: In Glamour Girl sind Elemente von Europop enthalten, aber der Text ironisiert sowohl das Sujet als auch den musikalischen Stil. Dies ist auch bei der Single Fashion Rules der Fall: ursprünglich als musikalische Begleitung für eine Modeshow konzipiert, lautet der Text:

„Bless your dress, you're out of style / you're a brainwash victim for a while.“

### Video
Chicks on Speed haben über ihren YouTube-Kanal neben Videos ihrer bekannteren Arbeiten (Fashion Rules, Art Rules) selbstgemachte Videos und Dokumentationen ihrer Performances veröffentlicht.

### Das LabelChicks On Speed Records
Chicks On Speed Records ist ein Independent-Label, das 1997 von Melissa Logan and Alex Murray-Leslie (beide Chicks On Speed), Jürgen Söder und Peter Wacha in München gegründet wurde. Neben den Chicks on Speed veröffentlichten dort Musikerinnen wie Le Tigre, Gustav, DAT Politics, Angie Reed, Sylvester Boy, Kevin Blechdom, Les Robespierres, Mika Vainio, Ana Da Silva (Gründungsmitglied bei The Raincoats), Susanne Brokesch, Planningtorock, Anat Ben David, Beißpony, Kreidler.

## Kunst

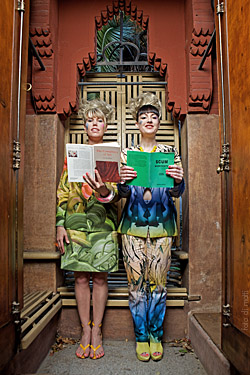
Alex Murray-Leslie und Melissa Logan, in einem Gaudi-Haus in Barcelona, 2009

Die erste Performance von Logan und Murray-Leslie fand 1997 beim Bundesverband Bildender Künstlerinnen und Künstler (München) im Rahmen der Ausstellung „Professionalität“ statt. CoS spielten ihre frisch gepresste Single „Smash Metal“ (eine Kollaboration mit DMX Krew), in einem abgedunkelten Raum mit Stroboskopbeleuchtung und Nebelmaschine, und schrien für zwölf Minuten in das Mikrofon. Diese Art der Darstellung entspräche nicht den Vorstellungen des traditionsorientierten Hochschulpublikum und sollte die erste öffentliche Demonstration von CoS gegenkultureller Einstellung sein.
Seit 2005 wieder entwickelten CoS wieder verstärkt neue Performancestrategien, Objekte und Installationen. Der Galerist Jeffrey Deitch lud sie 2005 in seine Galerie im New-Yorker Stadtteil Chelsea ein. Diese wurde in eine Produktionsstätte umgewandelt: es standen keine Objekte zur Ausstellung oder zum Verkauf, CoS schneiderte dort Kostüme und bereitete den Dreh eines Films vor. Im Zuge der Kunstoper Art Rules zogen CoS mitsamt einer großen Gruppe mitwirkender Künstler durch etablierte Ausstellungsorte: TBA 21 in Wien, MOMAK in Kyoto, dem Centre Pompidou in Paris sowie dem MOMA New York.
Chicks-Retrospektiven fanden 2009 im Dundee Contemporary Arts Centre und 2011 im Berliner Kunstraum Kreuzberg/Bethanien statt. In diesen Ausstellungen wurden zusätzlich zu den Performances eigens entwickelte Objekte (die Objekt Instruments), sowie Textilarbeiten, Installationen, und Videos gezeigt.

### Performance
CoS nutzt das Kollektiv als Produktionsstätte für improvisierte, unmittelbare Aktionen, deren Ausgangspunkt zwar im Studio/Atelier angesiedelt ist, aber ihren Vollzug erst auf der Bühne finden. Ausgehend von ihrer Performancepraxis entstehen vor dem Publikum Musik, Lyrik und Liedertexte, Skulpturen (hier auch menschliche Skulpturen, zu sehen bei den „Girl Monster“ Performances), Malerei und Videoaufnahmen. Grenzen zwischen Museum/Atelier/Bühne werden so aufgeweicht und verschwimmen, die Besucher eines Textilmuseums werden zu Mitwirkenden einer Post-Pop Performance.
Entsprechend werden Genres verwischt, eine CoS-Performance ist immer zugleich Konzert, Improvisation, Theater und Kunstwerk. Videoprojektion, Bühnendarstellung, Gesang, Aktionen, Fetzen improvisierter Prosa kommen zum Einsatz. Logan weist in einem Interview auf den Balanceakt dieser genreüberschreitenden Praxis hin: „…manchmal rutschen wir aus. Wenn die Performances zu textbasiert sind, dann kann es schnell zu Slogan-lastig, wenn sie aber zu gut funktionieren, dann wirken sie theatralisch, einstudiert.“
Ein Schwerpunkt der CoS Performances ist Interaktivität und die Teilnahme des Publikums an den Arbeiten, so zum Beispiel im Jahr 2010 bei der Performance The Naked Performer im Kulturraum Inkonst, Malmö. CoS beabsichtigen so, Barrieren zwischen Künstler und Zuschauer zu durchbrechen, in der Tradition des Fluxus. CoS listeten in Malmö eine Reihe von Jobs auf, welche auf der Bühne stattfanden und Teil der Performance waren. Zu diesen gehörten Barkeeper mit „Schnaps-Kokain“ Pistolen, Wannabe-Tänzer, Diskokugel-Sklaven, unbekannte Action Painters (nackt oder nicht). Jeder, der die Bühne betrat wurde Teil der Performance, alles was gesagt, performed oder nicht performed wurde, war Teil der Performance.
CoS wehren sich in ihrer Praxis gegen das „Patriarchat“ der Kunstwelt. Im Lied Art Rules wird gefragt: „Wo sind die Frauen? Unter den Männern!“ Ein wichtiger Bezugspunkt ist die österreichische Performance- und Medienkünstlerin Valie Export, die mit Guerilla-Performances wie dem „Tapp-und-Tast-Kino“ und „Aktionshosen“ (Hosen mit herausgetrenntem Schritt) für Furore sorgte. Der Maler Yves Klein hatte Frauen als „verlängerten Pinsel“ für seine Anthropometrien benutzt – in Farbe getränkte Aktmodelle schufen mittels ihres Körpers Abdrücke auf Leinwand. Chicks on Speed nahmen sich vor, diese aus ihrer Sicht von Sexismus geprägte, patriarchalische Herangehensweise feministisch neu zu interpretieren und produzierten im NH Hotel in Vitoria, Spanien „Tit Prints“ – Brust- und Gesäßabdrücke auf Leinwand. Diese wurden in Berlin ausgestellt.

### Objektinstruments
CoS nutzen in ihren Performances eigens gebaute Instrumente. Die Intention ist, das Ready-made mittels des Selbstgemachten zu radikalisieren. Mittels der Objekt Instruments werden selbstproduzierte Samples kollagiert um die Basis für ein neues Lied oder einen neuen Sound zu kreieren, Teil der Performances. Zu den Objekt Instruments zählen der E-shoe (eine E-Gitarre in Form eines Schuhs), das Theremin Tapestry und die Cigar Box Synth (Zigarrenschachtelsynthesiser). Das erste Objekt Instrument war ein rosafarbener Handschuh mit integriertem Kontaktmikrophon.
Die Theremin Tapestry, eine Tapisserie mit integriertem Theremin wurde 2009 im australischen Tapestry Workshop, Craft Victoria, in Melbourne, Australien mit Hardware vom Theremin Institut in Moskau erschaffen. Die Tapestry kombiniert Handwerk mit Pop und wird mittels Handbewegungen bedient.

### Mode
Mode und Kostümierung sind wichtiger Bestandteil von CoS Performances. In den ersten Jahren des Kollektivs bastelten Alex Murray-Leslie und Kiki Moorse Kostüme aus Leder und Gaffatape, Teil des improvisierten Selbstmacherethos, das die gesamte Chicks on Speed Philosophie durchzieht.
Als Teil ihrer hybriden Praxis produzieren Chicks on Speed in Zusammenarbeit mit unterschiedlichen Designern Mode. Das „E-Shoe“, ein Schuh, der auch eine Gitarre ist, entstand zusammen mit Max Kibardian. Chicks on Speed intendieren mit diesen Musikinstrumenten tradierte Genderstereotypen zu durchbrechen, die phallische Gitarre des „Axe Hero“ wird durch ein fetischistisch konnotiertes weibliches Kleidungsstück ersetzt.

## Mitglieder
- Alex Murray-Leslie (Bowral, New South Wales, Australien)
- Kiki Moorse (München, Deutschland) von 1997 bis 2007
- Melissa Logan (Upstate New York, USA)
- A.L. Steiner (Miami, Florida, USA)
- Kathi Glas (München, Deutschland)
- Anat Ben David (London, UK / Israel)
- Kroot Juurak (Estland)

## Ausstellungen
- 2014: Chicks on Speed. Datastravaganza, Galerie 401contemporary, Berlin[16]
- 2011: Cultural Workship Now! Kunstraum Kreuzberg/Bethanien, Berlin, Deutschland
- 2010: Don't Art Fashion Music, Dundee Contemporary Arts Center, Dundee, Schottland

Happening, Kate Macgarry, London
- 2009: Viva La Craft! Craft Victoria, Melbourne, Australia

Powertools for the remote controlled metaverse, BAWAG Contemporary, Wien
Viva La Craft, Craft Victoria, Melbourne, Australien
A New Line, Kate Macgarry, London
- 2008: Contemporary Arts Center, Vilnius, Estland
- 2007: Art Rules, Museum of Contemporary Art, Kyoto, Japan
- 2005: Tenticalism, Moda Fad, Barcelona, Spanien

It's not what you think, it's the way you look, Kunstraum Innsbruck
- 2004: Chicks on Speed, It's a project, Deitch Projects, New York

Atelier CoS, Kunstverein Wolfsburg, Deutschland

## Diskografie

### Alben
- 2000: The Re-Releases of the Unreleases, auf Chicks On Speed Records (COSR000)
- 2000: Chicks On Speed Will Save Us All!, auf Chicks On Speed Records (COSR001)
- 2003: 99 Cents, auf Chicks On Speed Records (COSR012)
- 2004: Chicks On Speed and The No Heads: Press the Spacebar, auf Chicks On Speed Records (COSR019)
- 2009: Cutting The Edge, auf Chicks On Speed Records (COSR42LP) und INDIGO (92969-1)
- 2014: artstravaganza, auf Chicks On Speed Records (COSR47)

### EPs und Singles
- 1998: Warm Leatherette (mit DJ Hell)
- 1998: Euro Trash Girl (mit Mäuse)
- 1999: Smash Metal (mit DMX Krew)
- 1999: Mind Your Own Business (mit Pulsinger, Gaier/Reents)
- 1999: Glamour Girl
- 2000: Kaltes Klares Wasser (Malaria! vs. Chicks On Speed & Barbara Morgenstern)
- 2000: Split 7 (mit V/VM)
- 2000: Chix 52
- 2001: The Chicks on Speed / Kreidler Sessions (mit Kreidler)
- 2002: Fashion Rules
- 2003: We Don't Play Guitars
- 2003: Wordy Rappinghood
- 2004: Flame On (with Mika Vainio)
- 2007: ART RULES! (feat. Douglas Gordon)
- 2008: The Life (mit Amanda Lepore, Mel Merio)
- 2009: Super Surfer Girl
- 2012: 10 Years Thyssen Bornemisza Art Contemporary 21-Art Dump
- 2022: Good Weather Girl (featuring Captain Mustache)

### Kompilationen
- 2006: Zitronen / Chicks on Speed: play loud!

## Auszeichnungen
- Dance Music Award
  - 2001: in der Kategorie „Erfolgreichster nationaler Vinyl-Sales Hit“ (Kaltes klares Wasser)